# بلیویا (کارولینای شمالی)
بلیویا (به انگلیسی: Bolivia) شهری در ایالت کارولینای شمالی کشور ایالات متحده آمریکا است که جمعیت آن در سرشماری سال ۲۰۱۰ میلادی، ۱۴۳ نفر بوده‌است.